# 제로 다크 서티
《제로 다크 서티》(영어: Zero Dark Thirty)는 2012년 개봉한 미국의 정치 스릴러 액션 스릴러 영화이다. '제로 다크 서티'는 원래 자정에서 30분이 지난 시각을 지칭하는 군사용어로 오사마 빈 라덴 암살작전을 실행한 시각을 의미한다. 캐서린 비글로우 감독이 연출하고 마크 볼이 각본을 썼으며, 볼, 비글로우, 메건 엘리슨이 제작하고 엘리슨의 안나푸르나 픽처스가 독립적으로 자금을 지원한 9·11 테러 이후 테러 조직 알카에다의 수장 오사마 빈 라덴을 거의 10년간 추적한 오사마 빈 라덴 수색 작전을 극화한 작품으로, 아보타바드에 있는 오사마 빈 라덴의 은신처를 발견하고 2011년 5월 2일 오사마 빈 라덴 사살 작전이 실행되면서 막을 내린다. 제시카 채스테인이 주인공인 CIA 정보 분석가 마야 역을 맡고 이외에 제이슨 클라크와 조엘 에저턴이 조연으로 출연한다.
2012년 12월 10일 로스앤젤레스에서 초연된 후, 2013년 1월 11일 광범위하게 개봉된 이 영화는 연기, 연출, 각본, 사운드 디자인, 편집에서 비평가들의 찬사를 받았으며, 전 세계적으로 1억 3천 2백만 달러를 벌어들이며 큰 흥행 성공을 거두었다. 95명의 비평가들이 선정한 2012년 톱 10 목록에 이름을 올렸고, 제85회 아카데미상에서 아카데미 작품상, 아카데미 여우주연상(채스테인), 아카데미 각본상, 아카데미 편집상, 아카데미 음향편집상 등 5개 부문 후보에 올랐으며, 007 스카이폴과 음향편집상을 공동 수상했다. 또한 4개의 골든 글로브상 후보에 올랐으며, 채스테인은 드라마 영화 여우주연상을 수상했다. 반대로, 존 매케인, 다이앤 파인스타인, 칼 레빈 등 미국 상원 의원들로부터 고문 미화 영화라는 비판을 받았다.

## 줄거리
알카에다의 수장 오사마 빈 라덴을 찾는 임무를 맡은 CIA 분석가인 마야는 2003년 주파키스탄 미국 대사관에 배치된다. 그녀와 CIA 요원 댄 풀러는 9·11 테러에서 여러 9·11 테러 하이재커와 연관이 의심되는 구금자 암마르 알-발루치의 블랙 사이트 심문에 참석하며, 그는 강화된 심문 기법을 받는다. 암마르는 사우디아아비아에서 예상되는 공격에 대한 신뢰할 수 없는 정보를 제공하지만, 빈 라덴의 개인 택배원 아부 아흐메드 알-쿠웨이티의 이름을 밝힌다. 다른 구금자 정보는 아부 아흐메드와 아부 파라즈 알-리비 사이의 택배원 통신을 빈 라덴과 연결시킨다. 2005년, 파라즈는 아부 아흐메드라는 이름의 택배원에 대해 알지 못한다고 부인한다. 마야는 이를 파라즈가 아부 아흐메드의 중요성을 숨기려는 시도로 해석한다.
2009년, 마야의 동료이자 친구인 제시카는 아프가니스탄에 있는 미군 기지로 가서 알카에다의 고위급 요르단 의사를 만나 2천 5백만 달러를 받고 미국 스파이가 되겠다고 제안한다. 하지만 그는 알카에다에 충성하는 삼중 스파이로 밝혀지고, 제시카는 그가 캠프 채프먼 공격으로 알려지게 될 자살 조끼를 터뜨렸을 때 다른 CIA 요원들과 함께 사망한다. 이는 25년 만에 CIA 요원에 대한 최악의 공격이었다.
아부 아흐메드 단서를 연결한 분석가 토머스는 마야와 요르단 구금자의 심문 내용을 공유한다. 그 구금자는 2001년에 아부 아흐메드를 묻었다고 주장한다. 마야는 5년 전에 CIA가 들었던 정보를 알게 된다. 이 정보는 당시 축적된 수많은 정보 파일 중 하나에 묻혀서 추적되지 않았던 것이다. 즉, 2001년에 이브라힘 사이드라는 남자가 전쟁 가명 아부 아흐메드 알-쿠웨이티로 여행했다는 것이다. 그의 사진을 보고, 그것이 그들이 아부 아흐메드라고 생각했던 사진 속 남자는 아니지만 비슷하다는 것을 깨닫고, 그녀의 단서가 살아 있을 수도 있다는 것을 깨닫고 마야는 현재 CIA 본부의 고위직인 댄에게 연락한다. 그녀는 CIA의 아흐메드 사진이 실제로는 아프가니스탄에서 사망한 그의 형제 하빕의 사진이라고 추측한다. 마야는 그들의 수염과 민족 의상이 형제들을 비슷하게 보이게 한다고 말하며, 2001년에 아흐메드가 사망했다고 알려진 이야기를 설명한다.
쿠웨이트 왕자는 사이드의 어머니의 전화번호를 댄에게 람보르기니 가야르도 비콜로레와 교환한다. 마야와 파키스탄에 있는 그녀의 CIA 팀은 전자적인 방법을 사용하여 움직이는 차량에서 발신자를 정확히 찾아내며, 그 발신자는 신원 확인을 지연시키는 행동을 보인다(마야는 이를 거래 기술이라고 부르며, 이는 대상이 고위 택배원일 가능성이 높음을 확인한다). 그들은 그 차량을 파키스탄 아보타바드에 있는 큰 도시 복합 건물까지 추적한다. 마야가 차량 안에 있을 때 총잡이들이 그녀를 공격한 후, 그녀의 위장이 드러났다고 여겨져 워싱턴 D.C.로 소환된다.
CIA는 은신처를 감시하지만 빈 라덴의 결정적인 신원 확인은 얻지 못한다. 대통령의 국가안보보좌관은 CIA에 빈 라덴을 생포하거나 사살할 계획을 세우라고 지시한다. 버락 오바마 대통령에게 브리핑하기 전에 CIA 국장은 고위 요원 회의를 개최하고 대부분의 참석자들은 빈 라덴이 은신처에 있을 확률이 60~80%라고 추하지만 마야는 100% 빈 라덴이 있을 것이라고 밝힌다.
2011년 5월 2일, 제160특수작전항공연대는 해군특수전개발단 (SEAL 팀 6) 대원들과 CIA의 특수활동부 대원들을 태운 두 대의 스텔스 헬리콥터를 아프가니스탄에서 파키스탄으로 보내 은신처를 급습한다. SEAL 팀은 진입하여 빈 라덴이라고 믿는 남성을 포함한 여러 사람을 사살한다. 아프가니스탄 잘랄라바드에 있는 미군 기지에서 마야는 시체의 신원을 확인한다.
미국으로 돌아가는 군용 수송기에 유일한 승객으로 탑승한다. 그녀는 어디로 가고 싶은지 질문을 받고 울기 시작한다.

## 출연
CIA
- 제시카 채스테인 - 마야 역 (앨프리다 프랜시스 비코프스키를 부분적으로 모델로 한 복합 캐릭터)
- 제이슨 클라크 - 댄 풀러 역, CIA 정보 장교
- 제니퍼 일리 - 제시카 칼리 역, 고위 CIA 분석가
- 마크 스트롱 - 조지 역, 고위 CIA 감독관
- 카일 챈들러 - 조지프 브래들리 역, 이슬라마바드 CIA 스테이션 치프
- 제임스 갠돌피니 - CIA 국장 레온 파네타
- 해럴드 페리노 - 잭 풀러 역, CIA 분석가
- 마크 듀플래스 - 스티브 브래들리 역, CIA 분석가
- 프레드릭 렌 - 프레드 "더 울프" 게레로 역, CIA 섹션 치프
- 존 배로먼 - 제레미 칼리 역, CIA 임원
- 제시 콜린스 - 데비 스톤 역, CIA 분석가
- 에드가르 라미레스 - 래리 핸들리 역, CIA SAD/SOG 요원
- 파레스 파레스 - 하킴 역, CIA SAD/SOG 요원
- 스콧 애드킨스 - 존 시먼스 역, CIA SAD/SOG 요원
- 제러미 스트롱 - 토머스 역, CIA 분석가

미 해군
- 조엘 에저턴 - 패트릭 그레이스턴 역, 해군특수전개발단 (SEAL 팀 6) 팀장
- 크리스 프랫 - 저스틴 레니한 역, DEVGRU 요원
- 캘런 멀비 - 세이버 틸 역, DEVGRU 요원
- 테일러 키니 - 재러드 브래들리 역, DEVGRU 요원
- 마이크 콜터 - 마이크 역, DEVGRU 요원
- 프랭크 그릴로 - DEVGRU 지휘관
- 크리스토퍼 스탠리 - JSOC 사령관 빌 맥레이븐 부제독[N 1]

기타
- 스티븐 딜런 - 국가안보보좌관 토머스 E. 도닐론
- 마크 밸리 - C-130 조종사
- 존 슈왑 - 국가안보보좌관 대리
- 레다 카테브 - 암마르 역, 정보를 얻기 위해 고문당하는 테러리스트
- 호마윤 에르샤디 - 하산 굴
- 요아브 레비 - 아부 파라즈 알-리비
- 리키 세콘 - 알카에다의 지도자이자 설립자인 오사마 빈 라덴
- 알리 마햐르 - 모니터에 있는 심문관

## 제작

### 제목
이 영화의 가제는 For God and Country였다. Zero Dark Thirty라는 제목은 영화의 티저 예고편 끝부분에서 공식적으로 확인되었다. 비글로우는 "새벽녘 이른 시간을 뜻하는 군사 용어이며, 10년간의 임무 전체를 감싸고 있던 어둠과 비밀을 의미하기도 한다"고 설명했다.

### 각본
캐서린 비글로우와 마크 볼은 처음에는 2001년 12월 토라보라 전투와 그 지역에서 오사마 빈 라덴을 찾기 위한 길고 실패한 노력에 초점을 맞춘 시나리오를 작업하고 완성했다. 두 사람은 촬영을 시작할 참이었는데, 빈 라덴이 사살되었다는 소식이 전해졌다.
그들은 즉시 작업 중이던 영화를 중단하고 주제를 변경하여 사실상 처음부터 다시 시작했다. 볼은 엔터테인먼트 위클리와의 인터뷰에서 "첫 번째 대본을 위해 했던 많은 숙제와 제가 만들었던 많은 연락처들이 그대로 이어졌습니다."라고 말했으며,  "대테러 작전에 참여한 군사 및 정보 요원들과 이야기하는 데 보낸 수년은 두 프로젝트 모두에 도움이 되었습니다. 제가 오래전부터 개발했던 일부 정보원들도 이 버전에 계속 도움이 되었습니다."라고 덧붙옅다
아보타바드 은신처 야간 급습 작전을 세심하게 재현하는 것 외에도, 대본과 영화는 오사마 빈 라덴을 추적한 끈기 있는 젊은 여성 CIA 요원의 잘 알려지지 않은 역할을 강조한다. 각본가 볼은 영화를 위해 조사하면서 "여성들이 CIA 전체, 특히 이 팀에서 큰 역할을 했다는 소문을 들었습니다. 급습이 있던 밤에 한 여성이 현장에서 CIA 연락관 중 한 명으로 있었다는 것을 들었고, 그것이 시작이었습니다."라고 말했다. 그는 이어서 대학을 졸업하고 빈 라덴을 쫓는 데 평생을 바친 젊은 담당관에 대한 이야기를 찾아냈다. 볼은 마야의 강인하고 집착적인 성격이 "실제 인물에 기반을 두지만, 그녀는 또한 다른 많은 여성들의 노력을 대표하기도 합니다."라고 말했다. 2014년 12월 더 뉴요커의 제인 메이어는 "마야"가 CIA 요원 앨프리다 프랜시스 비코프스키를 부분적으로 모델로 했다고 썼다.

### 촬영
제로 다크 서티 제작진은 CIA의 추적이 끝난 건물에 대한 (도표와 보고서를 통해) 알 수 있는 정보를 바탕으로 요르단에 실제 은신처를 건설했다. 이전에는 장편 영화를 제작한 적이 없던 프로덕션 디자이너 제레미 힌들이 건물을 가능한 한 실제처럼 보이게 하는 역할을 맡았다. 예를 들어, 건물에 사용된 콘크리트 블록은 새것처럼 보이지 않도록 낡게 처리되었다. 영화의 일부는 인도 찬디가르의 PEC 공과대학에서 촬영되었다. 찬디가르의 일부 지역은 라호르와 아보타바드의 모습으로 디자인되었는데, 이곳은 2011년 5월 2일에 오사마 빈 라덴이 발견되고 사망한 곳이다. 영화의 일부는 마니 마즈라에서 촬영되었다. 우익 정당의 지역 의원들은 인도 땅에서 파키스탄 지역이 묘사되는 것에 반대하며 반빈 라덴, 반파키스탄 정서를 표출하며 시위를 벌였다.
폴란드에서 촬영된 단 한 장면 때문에 그단스크 시는 CIA의 비밀스럽고 어두운 작전 장소로 묘사된 것에 대해 불쾌감을 표한 것으로 알려졌다.
미 지불 자문으로 영화의 초기 편집본을 검토한 국가 안보 전문가 피터 버겐은 당시 영화의 고문 장면들이 "과장되었다"고 말했다. 볼은 최종 편집본에서 "톤 다운되었다"고 말했다.

### 음악
알렉상드르 데스플라가 영화 음악을 작곡하고 지휘했다. 런던 교향악단이 연주한 이 음악은 2012년 12월 19일 매디슨 게이트 레코드에서 사운드트랙 앨범으로 발매되었다.

## 개봉

### 배급
컬럼비아 픽처스가 미국에서 영화를 배급했고, 안나푸르나 픽처스의 해외 판매 부문인 파노라마 미디어는 독립 배급사를 통해 해외 판권을 담당했으며, 유니버설 픽처스 인터내셔널은 일부 유럽 지역과 남아프리카에서 파노라마와 공동으로 영화를 배급했다. 아이콘 필름 디스트리뷰션은 호주에서, 엔터테인먼트 원은 캐나다에서 영화를 배급했다.

### 마케팅
일렉트로닉 아츠는 자사의 비디오 게임 메달 오브 아너: 워파이터에서 '제로 다크 서티'를 홍보하며 영화에 묘사된 장소의 다운로드 가능한 지도를 제공했다. 영화의 초기 개봉에 맞춰 12월 19일 추가 게임 지도가 제공되었다. 일렉트로닉 아츠는 '제로 다크 서티' 지도 팩이 판매될 때마다 참전 용사를 지원하는 비영리 단체에 1달러를 기부했다.

### 극장 개봉
2012년 12월 10일 로스앤젤레스에서 초연되었다. 2012년 12월 19일에 제한 상영을 시작했으며, 2013년 1월 11일에 와이드 릴리스로 확장되었다.

### 홈 미디어
제로 다크 서티는 2013년 3월 26일 소니 픽처스 홈 엔터테인먼트에 의해 DVD 및 블루레이 디스크로 출시되었다.

## 평가

### 박스 오피스
제로 다크 서티의 제한 상영은 미국과 캐나다에서 단 5개 극장에서 417,150달러의 수익을 올렸다. 와이드 릴리스는 1월 11일에 이어졌다.
엔터테인먼트 위클리는 "논란이 많은 오스카 후보작이 와이드 개봉 첫 주말에 2천 4백 4십만 달러를 벌어들이며 쉽게 차트 정상을 차지했다"고 썼다. 제로 다크 서티는 미국과 캐나다에서 9천 5백 7십 2만 7백 1십 6달러, 다른 국가에서 3천 7백 1십만 달러를 벌어들여 전 세계 총 1억 3천 2백 8십 2만 7백 1십 6달러를 기록했다. 와이드 개봉 첫 주말에 가장 높은 수익을 올린 영화였다.

### 비평

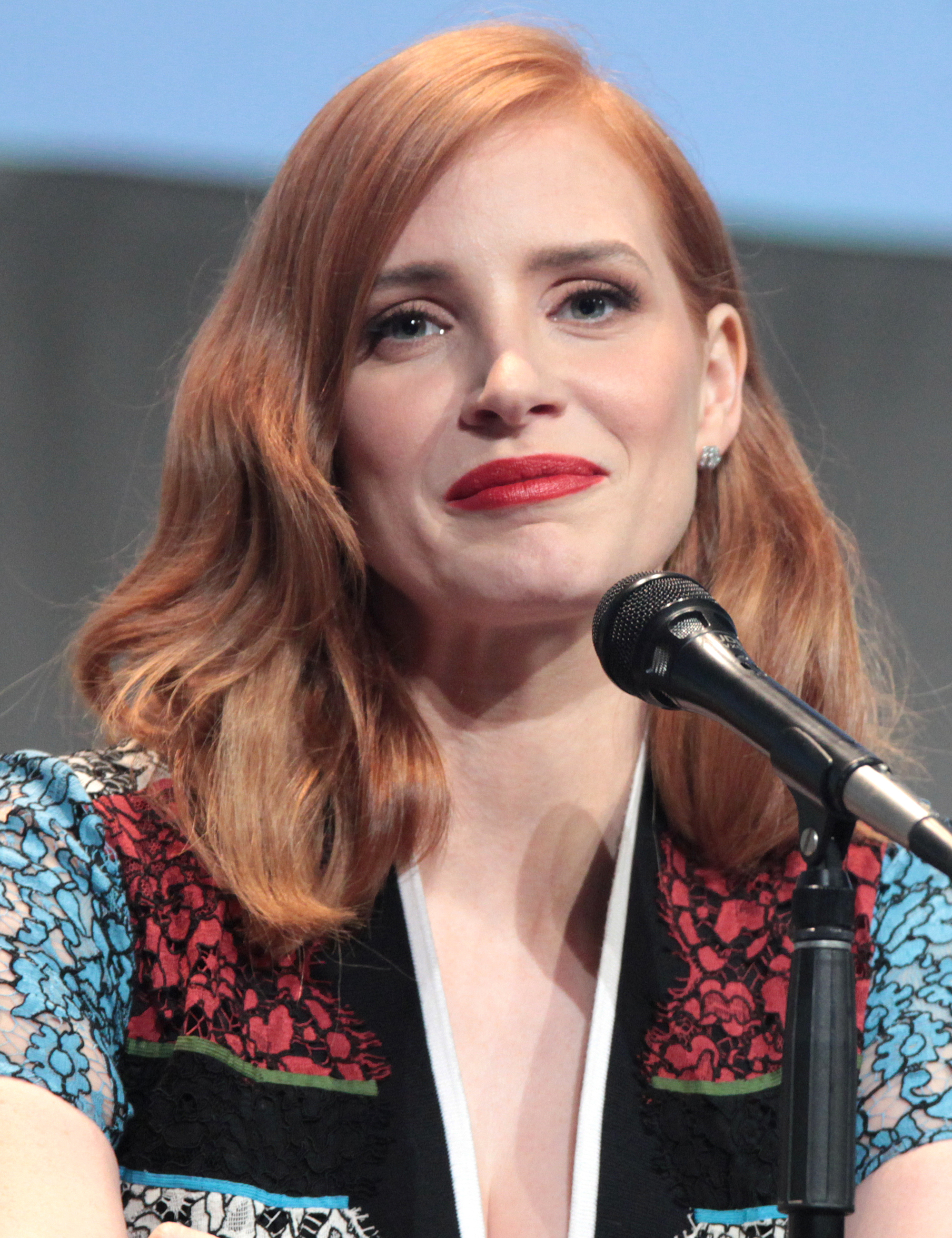
제시카 채스테인의 연기는 광범위한 비평가들의 찬사를 받았으며 그녀는 두 번째 아카데미상 및 BAFTA 후보 지명과 세 번째 SAG 후보 지명을 받았다. 그녀는 또한 이 영화에서의 연기로 첫 골든 글로브상 수상을 받았다.

로튼 토마토에서 302개의 리뷰를 기반으로 91%의 지지율을 기록했으며, 평균 평점은 8.60/10이다. 이 웹사이트의 비평적 합의는 "매혹적이고, 서스펜스가 넘치며, 훌륭하게 제작된 '제로 다크 서티'는 정보와 세부 사항에 대한 눈으로 오사마 빈 라덴 추적을 극화한다"고 밝히고 있다. 메타크리틱에서 46명의 비평가를 기반으로 100점 만점에 95점의 가중 평균 점수를 받았으며, 이는 "전 세계적인 찬사"를 나타낸다. 2012년 이 사이트에서 가장 좋은 평가를 받은 영화였다. 시네마스코어에서 조사한 관객들은 이 영화에 A+에서 F 스케일로 평균 "A−" 등급을 주었다.
뉴욕 타임스의 비평가 마놀라 다르기스는 이 영화를 뉴욕 타임스 비평가 선정작으로 지정하며, 이 영화가 "그 전쟁의 어두운 면을 보여준다. 말할 수 없는 것을 보여주고 빈 라덴의 죽음이 우리가 치른 대가만큼의 가치가 있었는지 결정하게 한다"고 말했다.
타임 잡지의 리처드 코를리스는 '제로 다크 서티'를 "훌륭한" 영화이자 "웅장한 규모의 경찰 수사극"이라고 부르며, "아르고를 날려버린다"고 말했다. 뉴욕 타임스의 비평가 A. O. 스콧은 '제로 다크 서티'를 "9·11 이후 영화의 이정표"라고 부르며, 2012년 영화 톱 10 중 6위에 선정했다.
더 뉴요커의 영화 평론가 데이비드 덴비는 영화 제작자들의 접근 방식을 칭찬했다. 덴비는 "제로 다크 서티의 미덕은 삶이 작동하는 방식에 세심한 주의를 기울인다는 것입니다. 이는 냉정함과 인간성을 역설적이고 혼란스럽지만 예술로서 만족스러운 방식으로 결합합니다."라고 썼다. 그러나 덴비는 영화 제작자들이 사실과 허구 사이의 경계에 갇혀 있다고 지적했다.
시카고 선타임스의 로저 이버트는 이 영화에 4점 만점에 3점을 주었다. 그는 "초반 장면들은 훌륭한 영화 제작이 아니다"라고 생각했지만, 이버트는 '제로 다크 서티'가 채스테인의 조용한 투지와 빈 라덴의 죽음으로 이어진 비하인드 스토리를 감동적으로 묘사하여 결국 스스로를 입증했다고 생각했다.

### 톱 10 목록
제로 다크 서티는 많은 비평가들의 톱 10 목록에 올랐다. 메타크리틱에 따르면 95명의 비평가들의 2012년 톱 10 목록에 포함되었으며, 그 중 17명은 이 영화를 1위로 선정했다.
- 1위 – 리처드 로퍼
- 1위 – 데이비드 덴비, 더 뉴요커 (링컨과 공동)
- 1위 – 리사 슈워츠바움, 엔터테인먼트 위클리
- 1위 – 마이클 필립스, 시카고 트리뷴
- 1위 – 앤 혼아데이, 워싱턴 포스트
- 1위 – 스콧 파운더스, 빌리지 보이스
- 1위 – 메리 폴스, 타임
- 1위 – 데이비드 에델슈타인, 뉴욕
- 1위 – 피터 크네그트 & 나이젤 M. 스미스, 인디와이어
- 1위 – 크리스토퍼 오르, 디 애틀랜틱
- 1위 – 키스 핍스, 디 A.V. 클럽
- 2위 – 피터 트래버스, 롤링 스톤
- 2위 – 에릭 콘, 인디와이어
- 2위 – 스테파니 자차렉, Film.com
- 2위 – 조슈아 로트코프, 타임아웃 뉴욕
- 2위 – A.A. 다우드 및 벤 케니그스버그, 타임아웃 시카고
- 2위 – 노엘 머레이, 디 A.V. 클럽
- 2위 – 그레고리 엘우드, HitFix
- 2위 – 스콧 만츠, 액세스 할리우드
- 2위 – 제임스 베라디넬리, Reelviews
- 3위 – 스티븐 홀든, 뉴욕 타임스
- 3위 – 타이 버, 보스턴 글로브
- 3위 – 벳시 샤키, 로스앤젤레스 타임스
- 3위 – 믹 라살, 샌프란시스코 크로니클
- 3위 – 엘리자베스 위츠먼, 뉴욕 데일리 뉴스
- 3위 – 빌 구디쿤츠, 애리조나 리퍼블릭
- 3위 – 앤 톰슨 & 캐린 제임스, 인디와이어
- 3위 – 타샤 로빈슨, 디 A.V. 클럽
- 4위 – 앤드류 오히어, Salon.com
- 4위 – 글렌 케니, MSN 무비
- 4위 – 말로우 스턴, 더 데일리 비스트
- 5위 – 오웬 글레이버먼, 엔터테인먼트 위클리
- 5위 - 크리스티 레미르, AP
- 5위 – 드류 맥위니, HitFix
- 5위 – 토드 매카시, 더 할리우드 리포터
- 6위 – 리처드 코를리스, 타임
- 6위 – A. O. 스콧, 뉴욕 타임스
- 7위 – 케빈 재거노스, 인디와이어
- 7위 – 리사 케네디, 덴버 포스트
- 7위 – 앨리슨 윌모어, 디 A.V. 클럽
- 8위 – 스콧 토비아스, 디 A.V. 클럽
- 9위 – 키스 울리히, 타임아웃 뉴욕
- 9위 – 조 뉴마이어, 뉴욕 데일리 뉴스
- 10위 – 스티븐 레아, 필라델피아 인콰이어러
- 10위 – 다나 스티븐스, 슬레이트
- 톱 10 (알파벳순) – 리처드 로슨, 디 애틀랜틱
- 톱 10 (알파벳순) – 마놀라 다르기스, 뉴욕 타임스
- 톱 10 (알파벳순) – 캘빈 윌슨, 세인트루이스 포스트-디스패치
- 톱 10 (알파벳순) – 조 모건스턴, 월스트리트 저널
- 2012년 최고작 (알파벳순, 순위 없음) – 케네스 터랜, 로스앤젤레스 타임스

2016년, '제로 다크 서티'는 BBC가 실시한 비평가 설문조사에서 2000년 이후 개봉된 영화 중 57번째로 위대한 영화로 선정되었다.

### 수상
제로 다크 서티는 제85회 아카데미상에서 아카데미 작품상, 아카데미 여우주연상, 아카데미 각본상, 아카데미 음향편집상, 아카데미 편집상 등 5개 부문 아카데미상 후보에 올랐다. 폴 N. J. 오토슨은 007 스카이폴과 공동으로 아카데미 음향편집상을 수상했다. 이는 아카데미상 역사상 여섯 번째 공동 수상이며, 1994년 이후 처음이다. 제로 다크 서티는 제70회 골든 글로브상에서 드라마 영화 작품상, 감독상, 골든 글로브 각본상을 포함하여 4개의 골든 글로브상 후보에 올랐으며, 제시카 채스테인이 드라마 영화 여우주연상을 수상했다.
워싱턴 D.C. 영화 비평가 협회의 감독상 시상에서는 비글로우가 수상했으며, 이 영예는 여성에게 두 번째로 주어진 것이다(첫 번째 또한 허트 로커로 비글로우가 수상했다). 워싱턴 D.C., 뉴욕 영화 비평가 온라인, 시카고 및 보스턴 영화 비평가 협회를 포함한 비평가 그룹의 감독상과 작품상을 휩쓸었다.
2020년 2월 뉴욕 매거진의 기사에서 제로 다크 서티는 "오스카 작품상에서 떨어진 최고의 영화들" 중 하나로 언급되었다.

## 역사적 정확성
제로 다크 서티는 역사적 부정확성으로 비판을 받았다. 그레이엄 T. 앨리슨 전 국방부 차관보는 이 영화가 세 가지 중요한 측면에서 부정확하다고 지적했다: 고문의 긍정적 역할 과장, 오바마 행정부 역할 축소, 그리고 한 요원이 CIA "시스템"에 맞서 싸우는 모습 묘사.
스티브 콜은 영화 초반에 복합 캐릭터를 사용하여 "저널리즘"으로 묘사된 것에 대해 비판했다. 그는 영화가 칼리드 사이크 모하메드의 전쟁 가명이었던 암마르 알-발루치와 같은 역사적 인물의 이름과 그들의 삶의 세부 사항을 캐릭터에 사용한 것에 대해 문제를 제기했다. 콜은 그에 대한 사실이 영화에서 묘사된 것과 다르다고 말했으며, 영화는 구금자가 블랙 사이트를 떠나지 않을 것이라고 암시한다. 알-발루치는 2006년 군사 재판을 위해 관타나모로 이송되었다.
또한 파키스탄을 고정관념적으로 묘사하고, 파키스탄인들이 우르두어와 다른 지역 언어 대신 아랍어를 사용하는 것으로 잘못 묘사했으며, 지역 주민들이 구식 머리 장식을 착용한 것으로 비판받았다.

## 논란

### 당파성 논란
영화가 촬영되기 전부터 영화와 관련된 당파적 정치적 논란이 불거졌다. 버락 오바마 행정부 반대자들은 '제로 다크 서티'가 11월 대통령 선거 직전인 10월 개봉으로 예정되어 그의 재선을 지지하기 위한 것이라고 비난했다. 소니는 정치적 요소가 개봉 일정에 영향을 미치지 않았으며, 해당 날짜가 혼잡한 라인업 속에서 액션 스릴러 영화에 가장 적합한 날짜였다고 부인했다. 영화의 각본가는 "대통령은 영화에 등장하지 않는다. 그는 영화에 전혀 없다"고 덧붙였다.
배급사 컬럼비아 픽처스는 정치적 인식에 민감하게 반응하여 영화 개봉일을 2013년 초로 늦추는 것을 고려했다. 그들은 2012년 12월 19일로 제한 개봉일을 정했는데, 이는 선거가 끝난 후였고 주장된 정치적 갈등을 사문화시켰다. 전국 개봉일은 2013년 1월 11일로 미뤄졌는데, 이는 혼잡한 크리스마스 기간을 피하고 아카데미상 시상식에 더 가까워지기 위한 것이었다. 영화의 제한 개봉 후, 영화의 고문 묘사와 정보 획득에서의 역할에 대한 논란이 일자, 뉴욕 타임스 칼럼니스트 프랭크 브루니는 이 영화가 "일부 보수주의자들이 우려했던 오바마 지지 선전물과는 거리가 멀다"고 결론지었다. 두 달 후, 이 신문의 칼럼니스트 로저 코헨은 이 영화가 "예술이 그래야 하는 방식으로 불안하게 하는 용기 있는 작품"이라고 썼다. 코헨은 스티브 콜이 각본가의 "역사를 함부로 다루지 않겠다"는 발언을 비판한 것에 대해 반대하며, "볼은 그 말을 지켰다"고 썼다. 코헨은 조지 오웰이 파리와 런던의 부랑자 생활에서 사실과 "날조된" 이야기를 섞었다는 티모시 가튼 애쉬의 분석에 대한 언급으로 마무리하며 볼의 방법을 더욱 지지했다.

### 기밀 정보 부적절 접근 논란
여러 공화당 인사들은 오바마 행정부가 비글로우와 그녀의 팀에 영화 연구 중 기밀 정보에 대한 부적절한 접근을 허용했다고 비난했다. 이러한 비난은 다른 언론 유출 혐의와 함께 보수주의자들 사이에서 선거철에 흔한 논쟁거리가 되었다. 공화당 전국 전당대회 강령에서도 오바마가 "알카에다 지도자를 사살한 작전의 세부 사항을 공개하는 것을 용인했다"고 주장했다. 네이비 타임스에 따르면 이러한 세부 사항의 공개는 입증되지 않았다.
피터 T. 킹 공화당 의원은 CIA와 미국 국방부에 기밀 정보가 부적절하게 유출되었는지 조사해 줄 것을 요청했으며, 양 부처는 조사할 것이라고 밝혔다. CIA는 킹 의원에게 "국가 안보 자산 보호, 즉 효과적인 대테러 작전 수행 능력을 유지하는 것이 CIA가 영화 제작자 및 언론 전체와 협력하는 방식을 결정하는 결정적인 요인"이라고 답변했다.
보수 성향 시민단체인 주디셜 워치는 미국 정보공개법 (FOIA) 요청을 통해 입수한 CIA 및 미 국방부 문서를 공개하며 "기관 정보에 대한 이례적인 접근"이 영화 제작자들에게 허용되었다고 주장했다. 문서 검토 결과 영화 제작자들에게 기밀 정보가 유출되었다는 증거는 발견되지 않았다. 또한 CIA 기록에는 영화 제작자들과 관련된 백악관의 개입이 없었다. 영화 제작자들은 오사마 빈 라덴 사살에 대한 기밀 정보를 제공받지 않았다고 밝혔다. 2012년 주디셜 워치는 오바마 행정부가 제작팀에 제공된 정보가 대중에게 공개될 경우 "불필요한 보안 및 방첩 위험"을 초래할 수 있음을 인정했다는 기사를 발표했다. 주디셜 워치는 또한 빈 라덴 작전에 연루된 5명의 CIA 및 군 요원에 대한 정보가 담긴 이메일을 발견했다. 이 이메일은 나중에 오바마 행정부가 선서 진술에서 확인했듯이 영화 제작자들에게 제공되었다.
2013년 1월, 로이터는 미국 상원 정보위원회가 비글로우와 볼이 기밀 정보에 부적절하게 접근했는지 여부를 확인하기 위해 CIA와 영화 제작자들 간의 접촉을 검토할 것이라고 보도했다. 2월에는 로이터가 조사가 중단되었다고 보도했다.
2013년 6월, 미 국방부 감사실의 미공개 보고서에 대한 정보가 공개되었다. 이 보고서에 따르면 2011년 6월, 오사마 빈 라덴 급습 작전에 참여한 사람들을 기념하는 CIA 본부 행사에서 CIA 국장 레온 파네타가 빈 라덴 은신처 급습 작전에 연루된 인력에 대한 "비밀" 및 "최고 기밀" 정보를 공개했다고 한다. 그는 급습 작전을 수행한 부대를 식별하고 담당 지상 지휘관의 이름을 밝혔다. 파네타는 또한 연설에서 "최고 기밀"로 분류된 국방부 정보를 공개했다. 그가 모르는 사이에 각본가 마크 볼은 약 1300명의 참석자 중 한 명이었다.

### 고문 찬양 논란
혹독한 "강화된 심문 기법" (흔히 고문으로 분류됨)의 묘사를 포함하여 내용 처리 방식에 대해 비판과 찬사를 동시에 받았다. 이러한 기법의 사용은 조지 W. 부시 행정부에 의해 오랫동안 비밀로 유지되었다. (고문 메모, CIA 고문 보고서에 대한 상원 정보 위원회 보고서 참조). 글렌 그린월드는 가디언에서 이 영화가 고문을 찬양하는 입장을 취하고 있다고 주장하며, "유해한 선전"이라고 묘사하고 "CIA 지지자들과 관리자들이 보는 방식, 즉 미국을 보호하기 위해 필요하고 더럽고 추악한 일로 고문을 제시한다"고 말했다. 비평가 프랭크 브루니는 이 영화가 "워터보딩이 없으면 빈 라덴도 없다"고 암시하는 것처럼 보인다고 결론지었다. 제시 데이비드 폭스는 이 영화가 "고문이 빈 라덴을 잡았다고 명시적으로 말하지는 않지만, 고문을 성공적인 수색의 한 부분으로 묘사함으로써 그렇게 해석될 수 있다"고 썼다. 에밀리 바젤론은 "영화 제작자들은 부시-체니 변호자가 되려고 하지 않았지만, 그들은 현장 밀착적인 시점을 채택했고, 아마도 이것이 그들을 고문을 묵인하는 길로 얼마나 멀리 이끌었는지에 대해 부인하고 있을 것이다"라고 말했다.
언론인 마이클 울프는 이 영화를 "끔찍한 선정적 선전물"이라고 비난했으며, 비글로우를 친고문적 시각으로 역사를 왜곡한 "페티시스트이자 가학주의자"라고 불렀다. 울프는 고문의 효능과 그것이 빈 라덴 발견에 기여했다는 주장에 대해 이의를 제기했다. 사회 비평가이자 페미니스트인 네이오미 울프는 공개 서한에서 비글로우가 이 영화를 "부분 다큐멘터리"라고 주장한 것을 비판하며, 비글로우의 "도덕 불감증적 타협"이 영화 제작에 미친 영향에 대해 추측하며, 영화가 군사적인 내용일수록 비싸고 미래적인 군사 장비가 등장하는 장면에 대한 국방부의 지원을 받기 쉽다고 주장했다. 울프는 비글로우를 나치 정권의 찬사를 받은 감독이자 선전가인 레니 리펜슈탈에 비유하며 "리펜슈탈처럼 당신은 위대한 예술가입니다. 그러나 이제 당신은 영원히 고문의 하녀로 기억될 것입니다."라고 말했다. 작가 카렌 J. 그린버그는 "비글로우는 부시 행정부와 그 옹호자들의 정신에 완전히 사로잡혔다"며 이 영화를 "노골적인 잔혹성, 공포, 복수가 가져올 수 있는 모든 매력을 지닌 완벽한 선전물"이라고 불렀다. 디 애틀랜틱의 피터 마스는 이 영화가 "정부와 유착된 영화 제작의 troubling new frontier"를 대표한다고 말했다.
부시 행정부 시절 고문 사용에 대한 책 더 다크 사이드를 출판한 더 뉴요커의 제인 메이어는 이 영화를 비판하며 비글로우가
미국 고문 프로그램을 드라마화하면서도 그것이 야기한 정치적, 윤리적 논쟁을 회피합니다 ... [고문]은 부시 행정부 시절 심문 프로그램에 대한 도덕적 논쟁을 삭제함으로써, CIA의 '강화된 심문 기법'이 오사마 빈 라덴을 이끈 택배원을 식별하는 데 결정적인 역할을 했다는 것을 거의 의심 없이 받아들이는 것처럼 보입니다.
작가 그렉 미첼은 "이 영화에서 고문이 빈 라덴을 잡는 데 도움이 되었다는 묘사는 모호하지만, 결국 대부분의 시청자에게는 '고문이 중요한(핵심은 아니더라도) 역할을 했다'는 전반적인 인상을 남길 것"이라고 썼다. 영화 제작자 알렉스 기브니는 이 영화를 "스타일적인 걸작"이라고 불렀지만, 고문의 "무책임하고 부정확한" 묘사를 비판하며 다음과 같이 썼다.
영화에는 EIT가 잘못된 정보로 이어졌다는 영화적 증거가 없습니다. 이는 고문의 효능에 대한 잘못된 확신 때문에 완전히 받아들여진 거짓말입니다. 이 주제를 연구하는 대부분의 사람들은 고문이 진실로 이어질 수 있음을 인정합니다. 그러나 볼/비글로우가 보여주지 못하는 것은 CIA가 고문을 얼마나 자주 마법의 총알로 착각했는지, 그리고 그로 인해 얼마나 재앙적인 결과를 초래했는지입니다.
철학자 슬라보예 지젝은 가디언에 실린 한 기사에서 이 영화에서 고문이 "정상화"되었다고 비판하며, 많은 사람들이 혐오스럽게 여기는 문제에 대한 단순한 중립성은 그 자체로 일종의 승인이라고 주장했다. 지젝은 만약 잔혹한 강간이나 홀로코스트에 대한 비슷한 영화가 만들어졌다면, 그러한 영화는 "주제에 대한 깊이 있는 부도덕한 매력을 구현하거나, 또는 관객들에게 경악과 공포를 불러일으키기 위해 그 스타일의 외설적인 중립성에 의존했을 것"이라고 제안했다. 지젝은 또한 비글로우가 이 문제를 교조적으로 거부하지 않고 냉정하고 합리적인 방식으로 제시하는 태도를 비판했다.
외교 정책, 국가 안보 및 빈라덴가에 대해 글을 쓴 언론인 스티브 콜은 이 영화가 "저널리즘적"이라고 말한 영화 제작자들을 비판했으며, 이는 사실에 기반을 둔 것임을 의미한다고 지적했다. 동시에 그들은 시적 허용을 주장했는데, 그는 이를 "고문이 빈 라덴 수색에 결정적인 역할을 했는지 여부와 같이 중요한 주제에 대한 부실한 보도에 대한 변명"이라고 묘사했다. 콜은 "논쟁의 여지가 있지만, 영화가 고문의 중요성을 강조하는 정도는 CIA 심문 체제의 가장 열렬한 옹호자들조차 주장했던 것을 넘어선다"고 썼으며, 여러 지점에서 그것이 결정적인 것으로 보여졌다고 말했다.
북베트남에서 전쟁 포로로 고문을 당했던 미국 상원 의원 존 매케인은 이 영화가 자신을 역겹게 만들었다고 말하며 "그것은 틀렸기 때문"이라고 덧붙였다. 상원에서 그는 "칼리드 사이크 모하메드에 대한 강화된 심문 기법 사용이 빈 라덴의 택배원 아부 아흐메드에 대한 핵심 단서를 제공하지 못했을 뿐만 아니라, 실제로 거짓되고 오해의 소지가 있는 정보를 생산했다"고 말했다. 매케인과 동료 상원의원 다이앤 파인스타인 및 칼 레빈은 이 영화의 배급사인 소니 픽처스 엔터테인먼트의 회장인 마이클 린턴에게 비판적인 서한을 보내 "제로 다크 서티의 개봉으로 영화 제작자들과 귀사의 제작 스튜디오는 고문이 효과적이라는 신화를 영속시키고 있습니다. 귀사는 사실을 정확하게 전달해야 할 사회적, 도덕적 의무가 있습니다"라고 명시했다.
마이클 모렐 CIA 국장 대행은 2012년 12월 21일 기관 직원들에게 공개 서한을 보내 '제로 다크 서티'가
자신을 역사적으로 정확하다고 묘사하면서 상당한 예술적 허용을 취하고 있습니다... [이 영화]는 우리의 이전 구금 및 심문 프로그램의 일부였던 강화된 심문 기법이 오사마 빈 라덴을 찾는 핵심이었다는 강한 인상을 줍니다. 그 인상은 거짓입니다. ... 진실은 여러 정보 흐름이 CIA 분석가들이 빈 라덴이 아보타바드에 숨어 있다고 결론 내리도록 이끌었다는 것입니다. 일부는 강화된 기법을 받은 구금자들로부터 나왔지만, 다른 많은 출처들도 있었습니다. 그리고 중요한 것은 영화가 제안하는 것처럼 강화된 심문 기법이 그러한 구금자들로부터 정보를 얻는 유일하고 시기적절하며 효과적인 방법이었는지 여부는 명확하게 해결될 수 없고 결코 해결되지 않을 논쟁의 문제입니다.
허프포스트 작가 G. 로저 덴슨은 이에 반박하며, 영화 제작자들이 정부 및 정보 기관 관계자들이 공개적으로 인정한 정보에 대해 희생양이 되고 있다고 말했다. 덴슨은 레온 파네타가 오사마 빈 라덴 사망 3일 후 워터보딩이 빈 라덴 수색에서 신뢰할 수 있고 결정적인 정보를 얻는 수단이었다고 말한 것처럼 보인다고 말했다. 덴슨은 파네타가 2011년 5월 CIA 국장으로서 "강화된 심문 기법이 임무 성공으로 이어진 정보를 추출하는 데 사용되었다"고 말한 것을 지적했다. 파네타는 워터보딩이 사용된 기법 중 하나였다고 말했다. 일주일 후 허프포스트에 게재된 기사에서 덴슨은 고문이 빈 라덴을 찾기 위한 정보를 얻었다고 말한 부시 정부 관리들의 다른 진술을 인용했다.
휴먼 라이츠 워치는 이 영화가 "테러와의 전쟁에서 고문이 추악하지만 유용한 전술이었다고 잘못 시사한다"며, 고문 사용을 빈 라덴을 찾는 데 결정적인 요소로 잘못 묘사했다고 비판했다. 매케인, 파인스타인, 레빈, 모렐의 발언을 인용하며, 이 단체는 상원 정보위원회가 2012년 12월 위원회에서 채택한 고문 보고서를 기밀 해제하여 "강화된 심문 기법의 가치에 대한 잘못된 정보를 반박하고, 과거 미국 정부 정책과 관행에 대한 완전한 설명을 대중에게 제공해야 한다"고 주장했다. HRW 미국 프로그램의 전 부국장이었던 로라 피터는 CIA 대테러 책임자 호세 로드리게스의 영화에 대한 반응을 비판하며 다음과 같이 말했다. "[이 영화는]... 다양한 논평을 낳았다. 그러나 그 어떤 것도... 로드리게스의 것만큼 오해의 소지가 있고 도덕적으로 불편한 것은 없다. 로드리게스는 이 영화를 자신이 감독했던 CIA 고문 프로그램을 변호하고 완전히 왜곡할 기회로 삼았다. 이것은 백악관과 CIA의 지시를 무시하고 CIA 구금자의 워터보딩을 묘사한 92개의 비디오테이프를 파괴한 사람의 발언이다..." 피터는 또한 영화를 둘러싼 논의에 대해 다음과 같이 썼다. "미국 정부가 지난 11년 동안 범죄의 흔적을 덮고 사실을 묻기 위해 그렇게 많은 노력을 기울이지 않았다면, 우리는 이 논쟁을 하지도 않았을 것이고, 아마도 지금과 같은 방식으로 만들어지지도 않았을 것이다..."
국가 안보 기자 스펜서 애커맨은 이 영화가 "고문을 빈 라덴으로 이끈 만능 해결책으로 제시하지 않고, 오히려 그 만능 해결책의 무지한 대안으로 제시한다"고 말했다. 비평가 글렌 케니는 자신이 "관객의 동일시와 공감에 대한 많은 기대를 뒤엎는 영화를 보았다"며, "야만성을 옹호하기보다는, 영화는 관객을 어느 정도 그것에 연루시킨다"고 말했다. 이는 "[완전히 다른 문제]"라고 덧붙였다. 작가 앤드류 설리번은 "많은 사람들이 말했듯이, 그리고 내가 우려했던 것처럼 고문을 옹호하는 것이 아니다. 그것은 고문의 폭로이다. 그것은 이 나라를 7년 동안 전범들이 운영했다는 어떤 의심도 없애준다"고 말했다. 영화 제작자 마이클 무어는 비슷하게 "나는 이 영화가 고문에 대한 놀라운 진술을 했다고 생각한다"며, 이 영화가 고문의 극악무도함을 보여주었다고 언급했다. 비평가 앤드류 오히어는 이 영화에서 영화 제작자의 고문에 대한 입장이 모호하며, 창의적인 선택이 이루어졌고 "우리 자신에게 물어볼 훌륭한 질문들을 제시하며, 아마도 이 시대의 질문들을 정의할 수도 있고, 더 오래 볼수록 더 복잡해진다"고 말했다.
각본가 볼은 고문 찬양 혐의를 "터무니없다"고 묘사하며 "고문이 빈 라덴에 대한 정보로 이어졌다고 영화가 보여준다고 말하는 것은 영화를 잘못 해석하는 것"이라고 주장했다. 비글로우 감독은 "고문이 그 역사의 일부가 아니었으면 좋겠는가? 그렇다. 하지만 그것은 사실이었다"고 덧붙였다. 2013년 2월 월스트리트 저널에서 볼은 상원 비판론자들에게 다음과 같이 대답했다고 인용되었다. "[그것이] 그들이 영화를 정치적 플랫폼으로 삼아 수년 동안 이야기하고 싶었던 것을 이야기할 수 있다는 것을 의미합니까? 파인스타인이 자신의 보고서에 대한 대화를 시작하기 위해 영화를 홍보 도구로 사용했다고 생각합니까? 저는 그렇게 믿습니다..." 이는 정보위원회의 강화된 심문 보고서를 지칭하는 것이었다. 그는 또한 상원의 서한이 고문의 효과에 대한 대중의 지지에 여전히 우려하고 있으며, 영화가 이를 강화하는 것을 원하지 않는다는 것을 보여준다고 말했다. 그러나 볼은 "그 효과성 문제는 아직 해결되지 않았다"고 말했다. 즉, 임박한 공격에 대한 지식을 가지고 있지만 말하지 않는 용의자가 있다면 말이다.
타임지와의 인터뷰에서 비글로우는 "저는 이 영화가 자랑스럽고, 전적으로 지지합니다. 무력 사용에 의문을 제기하는 매우 도덕적인 영화라고 생각합니다. 빈 라덴을 찾기 위해 행해진 일에 의문을 제기합니다"라고 말했다.

### 9/11 희생자 녹음 사용에 대한 이의
납치된 아메리칸 항공기 승무원 중 한 명인 베티 옹이 본부에 전화한 광범위한 통화 녹음이 영화 초반에 출처 표기 없이 사용되었다. 옹의 가족은 영화가 상을 받을 경우, 영화 제작자들이 그녀의 상속인들의 동의 없이 녹음을 사용한 것에 대해 아카데미상 시상식에서 사과할 것을 요청했다. 또한 그녀의 가족은 이 영화의 미국 배급사가 옹의 이름으로 자선 기부를 하고, 빈 라덴 수색 과정에서 영화에 묘사된 고문 사용을 옹의 가족이 지지하지 않는다는 성명을 웹사이트와 홈 엔터테인먼트 버전 영화에 포함할 것을 요청했다. 영화 제작자나 미국 배급사 모두 옹 가족의 요청을 수용하지 않았다.
월드 트레이드 센터 남쪽 타워 89층에서 일했던 브래드 페체트의 부모인 메리와 프랭크 페체트는 영화 제작자들이 아들의 음성 메시지를 허가 없이 사용한 것에 대해 비판했다. 이 녹음은 이전에 방송 뉴스 보도와 9/11 위원회 증언에서 들린 바 있다.

## 같이 보기
- 넵튠 스피어 작전
- 미국 해군 특수부대 영화 목록
- SEAL 팀 식스: 오사마 빈 라덴 급습 작전
- 노 이지 데이: 오사마 빈 라덴을 사살한 임무에 대한 직접적인 설명

## 내용주
1. ↑  이것은 영화의 엔딩 크레딧에서 사용된 철자이다

## 추가 자료
- "FAREED ZAKARIA GPS The Myth of America's Social Mobility; How Accurate is 'Zero Dark Thirty'?; Interview with Neil deGrasse Tyson; Internal Iranian Politics." (대본) CNN. 2013년 2월 24일
- Why Zero Dark Thirty divides the media in half (2012년 12월 18일), 알리사 쿼트, 로이터. "스릴러 제로 다크 서티는 영화 평론가들과 정치 분야의 동료들 사이에 큰 간극을 드러냈다."
- Schlag, Gabi (2021). 《Representing torture in Zero Dark Thirty (2012): Popular culture as a site of norm contestation》. 《Media, War & Conflict》 14. 174–190쪽. doi:10.1177/1750635219864023. S2CID 201386160.